# 東急ステーションリテールサービス
株式会社東急ステーションリテールサービス（とうきゅうステーションリテールサービス）は、かつて東急電鉄各線の駅構内売店の「toks」や10分間カット店のQBハウスを運営していた東急の子会社。東急グループの一企業。2022年3月1日付けで株式会社東急ストアに吸収合併された。

## 沿革
- 1967年（昭和42年） -（財）東急弘潤会から一部業務を分離、弘潤運輸株式会社として設立
- 1975年（昭和50年） - 旧東弘商事株式会社を合併、東弘商事運輸株式会社と改称
- 1978年（昭和53年） - 駅構内売店営業を（財）東急弘潤会から引き継ぎ、東弘商事株式会社と改称
- 1991年（平成3年） - 駅構内売店の名称をtoks（トークス）に統一
- 2001年（平成13年） - （財）東急弘潤会再編により東京急行電鉄100%出資の子会社となる
- 2003年（平成15年） - 株式会社東急ステーションリテールサービスと改称。
- 2005年（平成17年） - 「QBハウス」1号店をあざみ野にオープン
- 2006年（平成18年） - 「ミスターミニット」1号店を長津田にオープン。「青山フラワーマーケット」1号店を綱島にオープン。「LAWSON + toks」1号店を長津田にオープン
- 2022年（令和4年） - 株式会社東急ストアに吸収合併[1]。「MY SWEETS」については東急モールズデベロップメントに継承。

## 店舗
東急ストアへの吸収合併直前まで主に以下の店舗を運営していた。詳細は各記事を参照。
toks
- 東急線各駅に設置されている売店。
  - 田園都市線・東横線・大井町線の主要駅など。詳しくはtoksの項目を参照
  - 「PASMO電子マネーTOKYUポイント」の加盟店。

LAWSON+toks
- ローソンと東急電鉄の業務提携によって、toksがローソンのフランチャイジーとして営業。
  - 田園都市線・東横線・大井町線の主要駅など。詳しくはtoksの項目を参照
  - 「PASMO電子マネーTOKYUポイント」の加盟店。
  - 田園調布駅では「ナチュラルローソン+toks 田園調布店」が平成26年9月1日にオープンした。2016年現在「ナチュラルローソン+toks」形態は田園調布駅（改札外）、綱島駅（改札外）、大岡山駅（改札外）の3店舗である（田園調布店はtoksから、大岡山店はLAWSON+toksからの転換でリニューアルオープンした店舗）。

マツモトキヨシ
- フランチャイズ形式のドラッグストア
  - 田園都市線 - 長津田駅
  - 東横線 - 日吉駅
  - 大井町線 - 荏原町駅
  - JR横須賀線 - 西大井駅

QBハウス
- フランチャイズ形式の10分間カット店。
  - 田園都市線 - 長津田駅・市が尾駅・あざみ野駅・梶が谷駅・溝の口駅
  - 東横線 - 綱島駅・武蔵小杉駅
  - 大井町線 - 大井町駅
  - 東急多摩川線 - 鵜の木駅
  - 世田谷線 - 下高井戸駅
  - 「PASMO電子マネーTOKYUポイント」の加盟店

青山フラワーマーケット
- パーク・コーポレーションとの業務提携による生花販売店。
  - 田園都市線 - 中央林間駅・青葉台駅・藤が丘駅・あざみ野駅・たまプラーザ駅
  - 東横線 - 綱島駅
  - TOKYUポイントの加盟店

MY SWEETS
- 東急線各駅に設置されている自社ブランドのスイーツ専門店。
  - 田園都市線 - 中央林間駅・長津田駅・市が尾駅・二子玉川駅・渋谷駅
  - 大井町線 - 大井町駅
  - 目黒線 - 武蔵小山駅
  - 池上線・東急多摩川線 - 蒲田駅